# Tração (física)
Na física, a tração (AO 1945: tracção) é a força aplicada sobre um corpo numa direção perpendicular à sua superfície (o vetor da força formará um ângulo de 90 graus com a superfície).
Uma peça estará sendo tracionada quando a força axial aplicada estiver atuando com o sentido dirigido para o seu exterior. A tração faz com que a peça se alongue no sentido da força e fique mais fina, com menor seção transversal, pois teoricamente, seu volume deve manter-se constante.
Um exemplo simples de corpo submetido aos esforço de tração é o do cabo dos elevadores, tracionado pelo peso do elevador e de seus ocupantes e pelo motor e aparatos que o puxam ou o mantêm estático em determinada posição.
O esforço de tração causa uma reorganização na estrutura molecular da peça movimentando os átomos a fim de se agruparem o máximo possível até um certo limite. Isso ocorre devido ao deslocamento de moléculas que se alojam nas “imperfeições” causadas no momento da solidificação. Estas “imperfeições” são chamadas de contorno de grão e são melhor estudadas na ciência dos materiais.
Na resistência dos materiais, o objetivo é não permitir que isso aconteça, trabalhando sempre no regime elástico do material. Neste regime, a peça trabalha sem deformar-se permanentemente, pois ao ser encerrada a ação da força, retorna à sua conformação original. Para isso, são feitos cálculos utilizando o limite entre as duas deformações com um c.s. (coeficiente de segurança) para que não haja risco de acidentes, sendo projetada assim uma peça que suporte uma força maior que a mínima.
Basicamente, a tração trata-se de utilizar um corpo e exercer sobre ele esforços com sentidos opostos, tracionando-o.
Na seção transversal do corpo surge um esforço, chamado de tensão, no caso: tensão de Tração. Ao considerarmos o corpo homogêneo, a tensão de tração será uma tensão constante em toda a seção transversal e sera calculada pela Força que gerou esta tensão, dividida pela área da seção transversal considerada.
No Sistema Internacional de Unidades, a tensão é expressa em pascal.  
De forma a determinar o comportamento dos corpos face à força de tração realiza-se o chamado ensaio de tração em que o objeto a ser estudado é colocado num equipamento apropriado que o submete a forças sucessivamente mais significativas até obter o desmembramento do mesmo, sendo elaborados gráficos que refletem o comportamento do material ao longo deste processo.